# Église de la Madeleine de Mont-de-Marsan
Pour les articles homonymes, voir Église de la Madeleine (homonymie) et Madeleine.
L'église Sainte-Marie-Madeleine, communément appelée l'église de la Madeleine, est le principal lieu de culte catholique de Mont-de-Marsan, chef-lieu du département français des Landes. Construite entre 1823 et 1831, elle est inscrite aux Monuments historiques par arrêté du 29 octobre 1975.

## Présentation
L'église de la Madeleine est située 35 rue Victor-Hugo.

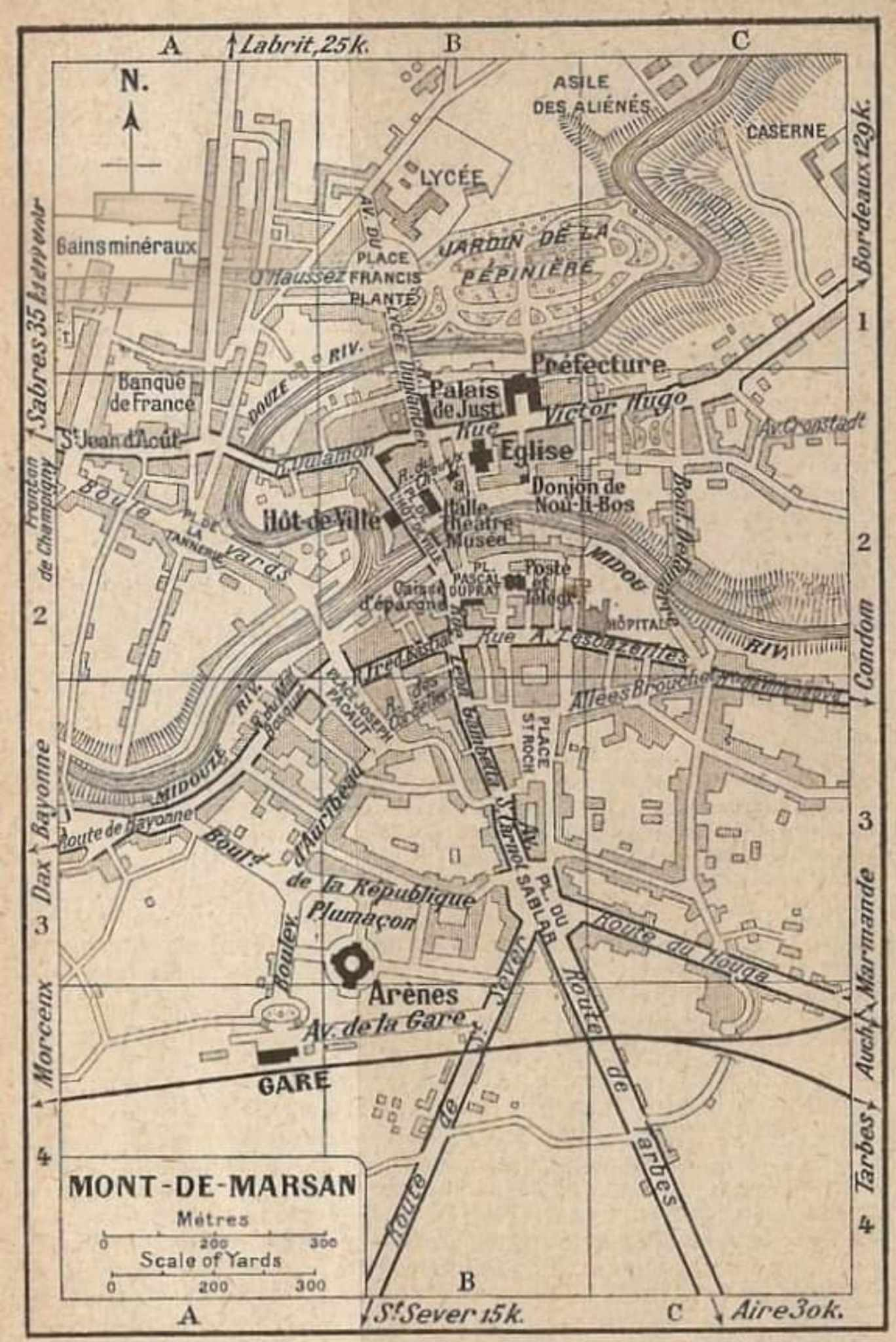
Situation de l'église de la Madeleine, sur un plan ancien.

Dès sa fondation au XIIe siècle, Mont-de-Marsan se choisit Marie Madeleine comme sainte patronne. La ville est en effet située sur la via Lemovicensis, route de Saint-Jacques qui part de la basilique Sainte-Marie-Madeleine de Vézelay où sont vénérées les reliques de la sainte.

### Architecture
Le style néoclassique du fronton de l'église actuelle s'accorde à  celui des bâtiments administratifs alors récemment édifiés à proximité et le péristyle rappelle celui de la rotonde de la Vignotte. À l'intérieur se dresse un maître-autel daté de 1775 en marbre, œuvre des frères Mazzetti, entouré d'une boiserie. La fresque principale, due à madame Grimard-Baudet, est dédiée à sainte Madeleine.

### Historique
Une chapelle prieurale vouée à Marie-Madeleine est édifiée à cet endroit dès la fondation de Mont-de-Marsan. La création d'un prieuré bénédictin et de sa chapelle figurent en effet parmi les conditions négociées par l'abbé Sanche II Raymond en 1141 pour autoriser Pierre de Marsan à établir son bourg castral sur une partie du territoire de Saint-Pierre-du-Mont, relevant alors de l'abbaye de Saint-Sever. L'église et le château vicomtal sont alors simplement reliés par l'actuelle rue Robert-Wlérick, longue de 78 mètres. En 1660, l'abbaye de Saint-Sever cède le prieuré et son église à l'abbaye bénédictine Sainte-Croix de Bordeaux, qui les conserve jusqu'à la Révolution française.
Orientée est-ouest tel que représenté sur le cadastre napoléonien de 1811, son entrée se faisait du côté ouest et son volume (40 m de long sur 30 m de large) n'atteignait pas la moitié de celui du bâtiment actuel. Sa consécration à Marie-Madeleine, sainte patronne de Vézelay, marque l'importance de Mont-de-Marsan comme étape sur la voie limousine des chemins de Compostelle. Le 6 avril 1821, un pilier de l'église primitive s'effondre, entraînant la destruction de la voûte et d'une partie de la toiture.

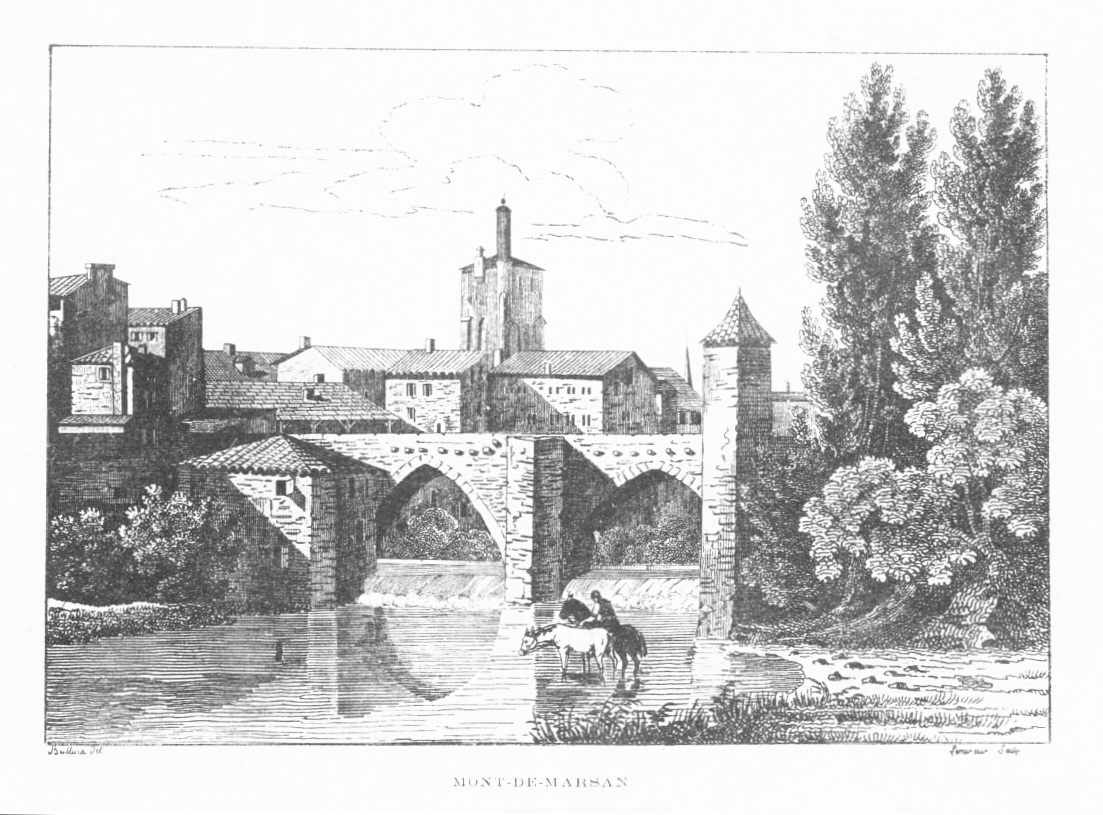
Ancien pont du Bourg (détruit en 1816) et clocher de l'ancienne église de la Madeleine (effondré en 1821) en arrière-plan.

L'église en ruine est entièrement démolie pour laisser la place à l'édification de l'église actuelle, qui est orientée cette fois-ci nord-sud. Ce projet architectural vient parachever le réaménagement du centre de la ville, érigée en chef-lieu de département quelques années plus tôt (1790). Son architecte est Augustin Arthaud, qui rénove à l'époque tout le quartier. Il opte pour un style néo-classique (pierres de taille, tympan en triangle et colonnes), afin d'harmoniser la nouvelle église aux bâtiments administratifs récemment édifiés depuis 1807 à proximité, à savoir la préfecture des Landes, la gendarmerie de Mont-de-Marsan, la maison d'arrêt de Mont-de-Marsan et le palais de justice de Mont-de-Marsan.
Les travaux de construction de la nouvelle église, financés grâce aux dons des habitants de la ville et de personnalités tels que le duc et la duchesse d'Angoulême ou le roi Louis XVIII en personne, débutent en 1823. Pendant ce temps, la chapelle du couvent des Barnabites, qui avait été désacralisée pendant la Révolution française, sert d'église paroissiale. La nouvelle église de la Madeleine est consacrée le 1er novembre 1829, jour de la Toussaint, par Dominique-Marie Savy, évêque d'Aire. La réception définitve des travaux a leiu en janvier 1831. De la précédente église demeurent la statue de la Vierge à l'Enfant, le maître-autel en marbre, l'autel de Sainte-Anne, la balustrade des fonts baptismaux et la chapelle de Saint-Pierre, le grand orgue et les stèles du chœur.  
L'abbé Falet, mort en 1883, fait construire le logement des vicaires et édifier la chaire, pour la somme de 200 000 francs. François-Marie Gieure (futur évêque de Bayonne) y fut vicaire dans les années 1870. Les chapelles latérales sont ajoutées au milieu du XIXe siècle.

### Patronage de Marie-Madeleine
Les Évangiles évoquent plusieurs fois Marie Madeleine, sans que l'on puisse confirmer qu'il s'agisse de la même personne. Cependant la tradition latine aime la voir dans la pécheresse pleurant aux pieds de Jésus (Luc 7,36-50), dans le groupe des femmes l'accompagnant à la croix et au tombeau, et dans la première témoin de la résurrection (Jean 20,16). Par la suite, une autre tradition veut qu'elle ait accosté aux Saintes-Maries-de-la-Mer où elle aurait fini ermite à la Sainte Baume. Son culte se développa au XIe siècle, quand l'abbaye de Vezelay annonce détenir les reliques de son corps. Dès lors, la ville devient un haut lieu de pèlerinage et point de départ du chemin de Saint Jacques. Etape sur cet itinéraire, il n'est pas surprenant que Marie- Madeleine fut choisie pour être la sainte patronne de l'église et de la ville de Mont-de-Marsan.

### Grand orgue
Le grand orgue de l'église de la Madeleine provient de l'abbaye Saint-Jean de la Castelle. Après le départ des moines en exil sous la Révolution française, il est transféré à la Madeleine en 1792. La restauration par le facteur d'orgue Gaston Maille de Bordeaux le transforme en orgue romantique depuis le 11 juillet 1895, jour de sa bénédiction. Depuis, trois restaurations partielles lui sont prodiguées : en 1929 par la maison Gauziède, en 1965 par la maison Beuchet-Debierre et en 1982 par M. Chauvin. Il est géré par l'association « les amis de l'orgue de la Madeleine ».

### Murs extérieurs
Les médaillons de deux illustres landais, œuvres de l'artiste montois Cel le Gaucher, sont visibles sur les murs extérieurs :
- sur le mur nord, Saint Vincent de Paul, fondateur de la Congrégation des prêtres de la mission (Lazaristes) et de celle des Filles de la Charité. Mont-de-Marsan compte une église Saint Vincent de Paul au bout de l'avenue du Maréchal Foch (en forme de bergerie landaise avec de très belles verrières). Les deux chapelles des hôpitaux Layné et Lesbazeilles évoquent elles aussi la mémoire du saint landais dans leurs vitraux et leurs tableaux[1] ;
- sur le mur ouest, l'abbé Joseph Bordes, prêtre d'un grand zèle apostolique, d'abord vicaire à la Madeleine, puis curé de Fargues et de Gamarde avant d'être vicaire général du diocèse. Déporté à Buchenwald en 1943, il est fusillé le 30 novembre 1944 à Gaggenau[1].

## Galerie
Vues extérieures

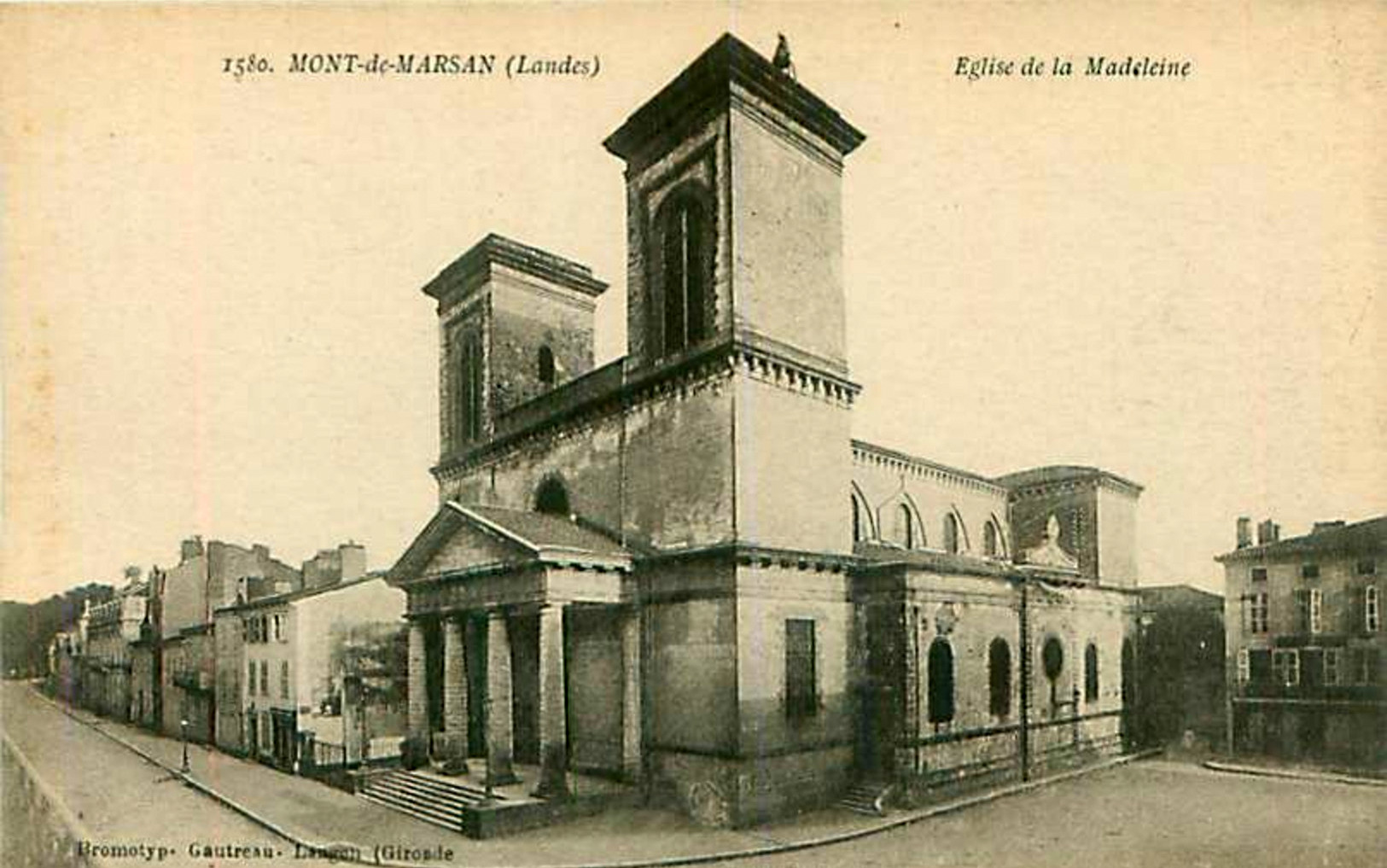
Vue d'ensemble ancienne
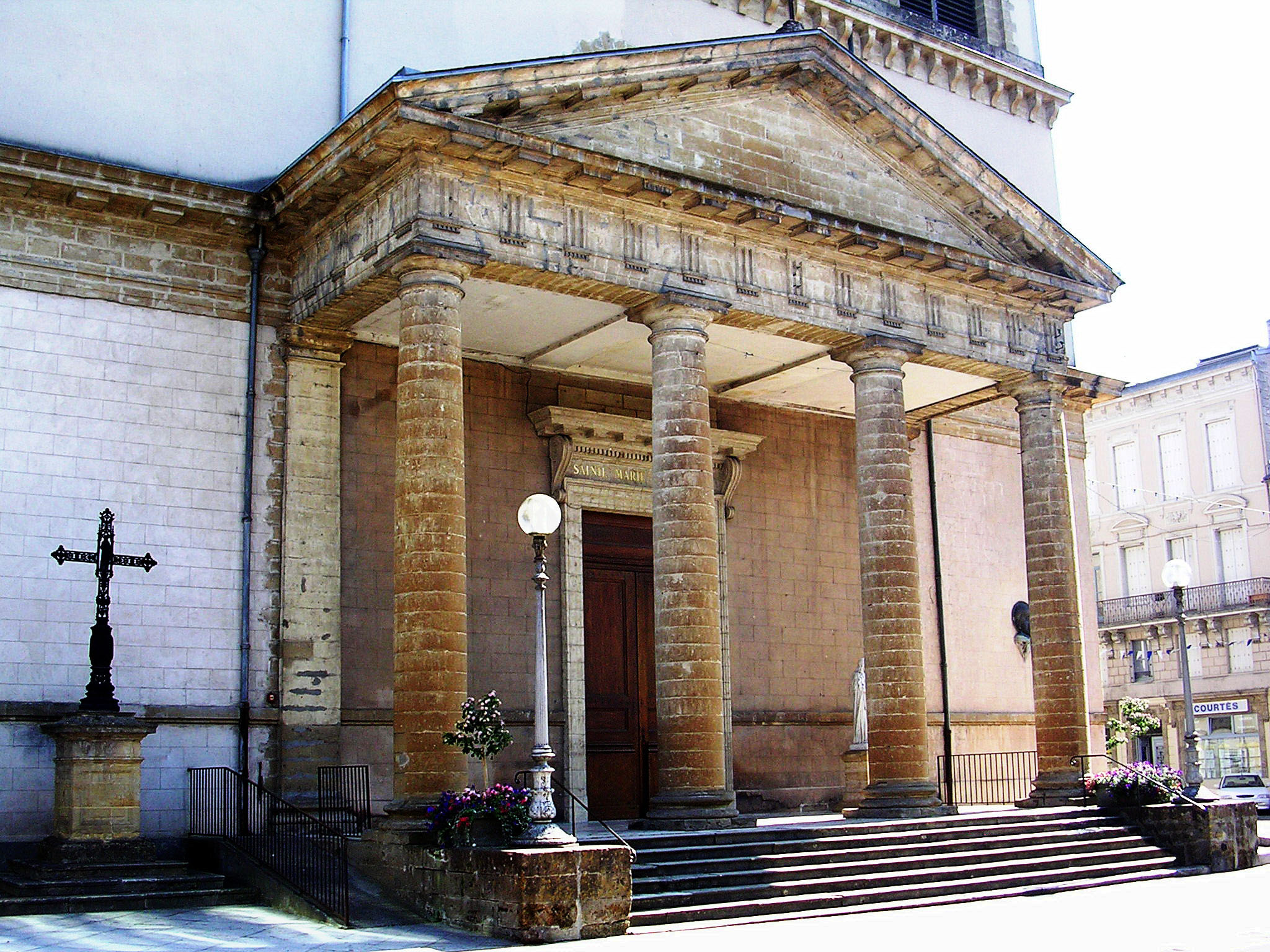
Fronton de l'église
Portait de l'abbé Joseph Bordes (1945), sur un mur extérieur réalisé par Cel le Gaucher

Vues intérieures

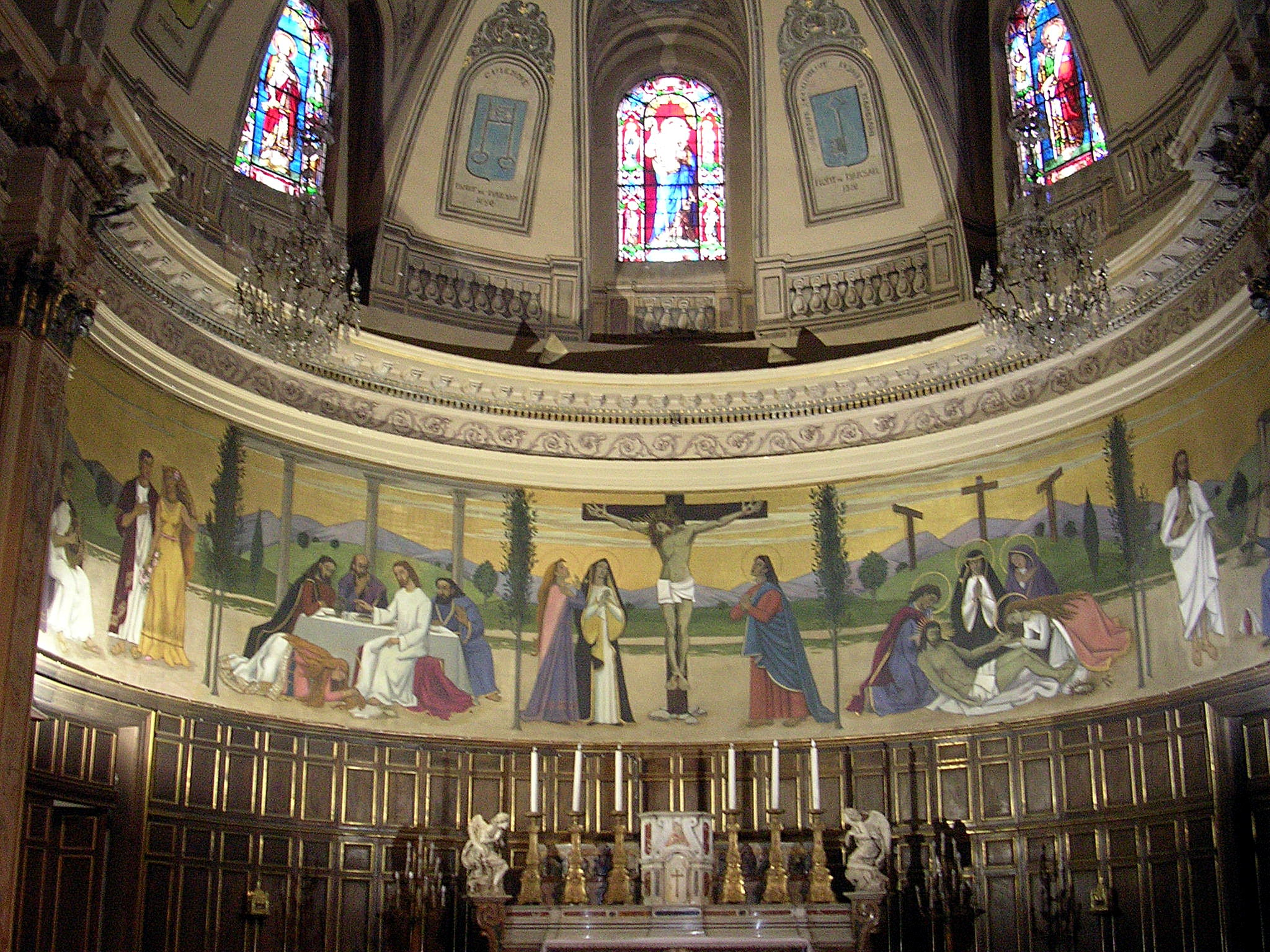
Le chœur
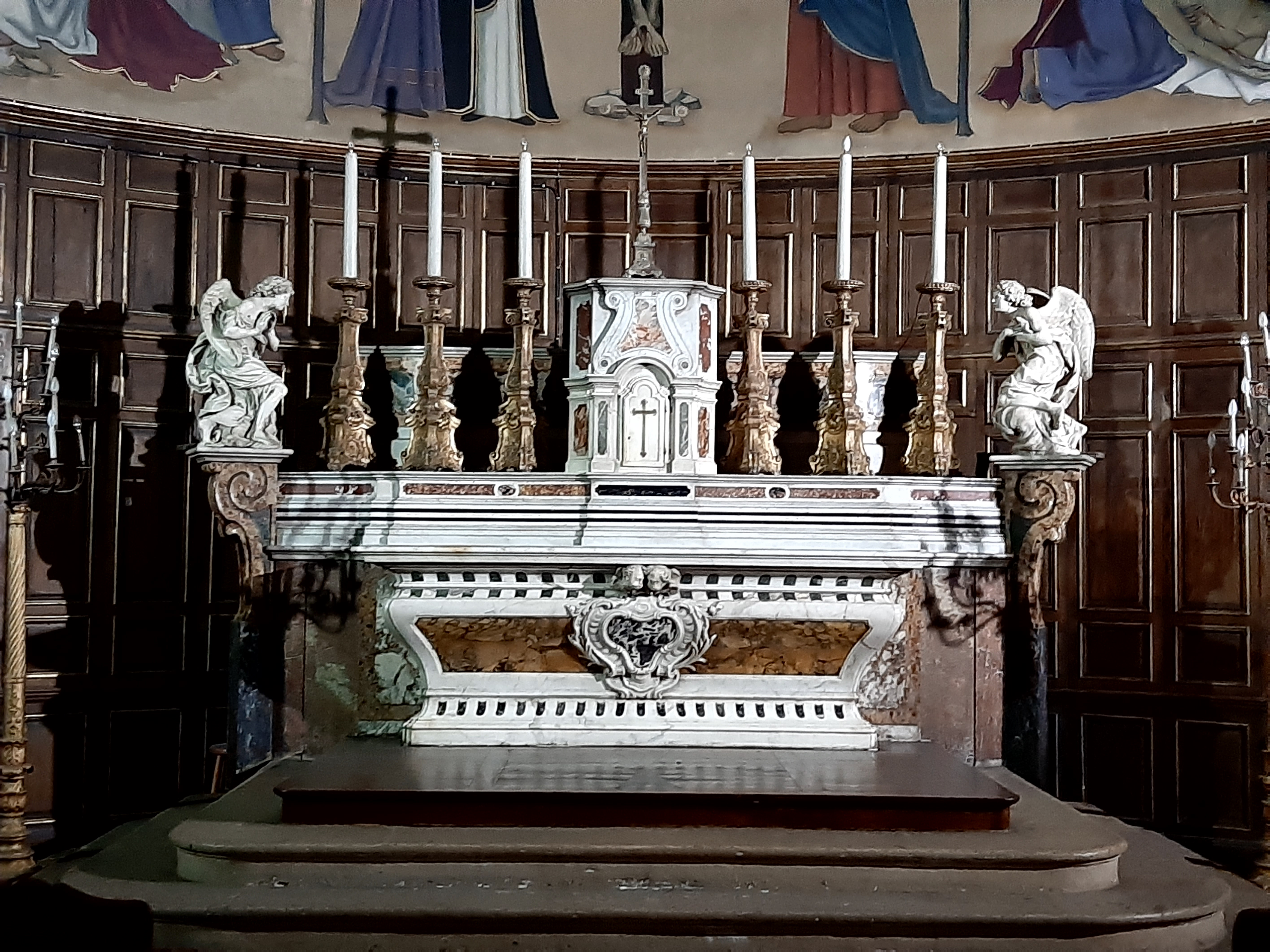
Le maître autel
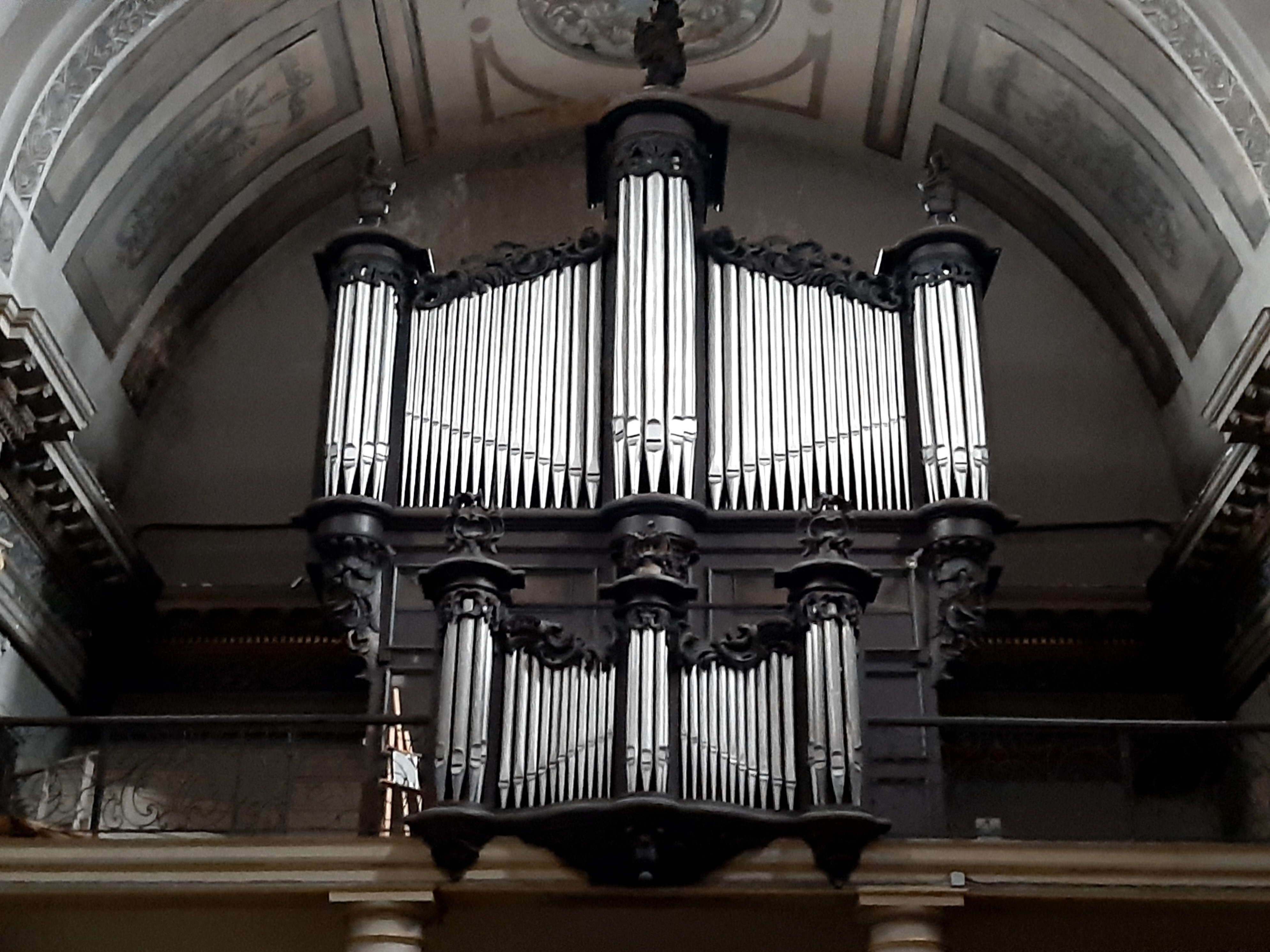
Le grand orgue
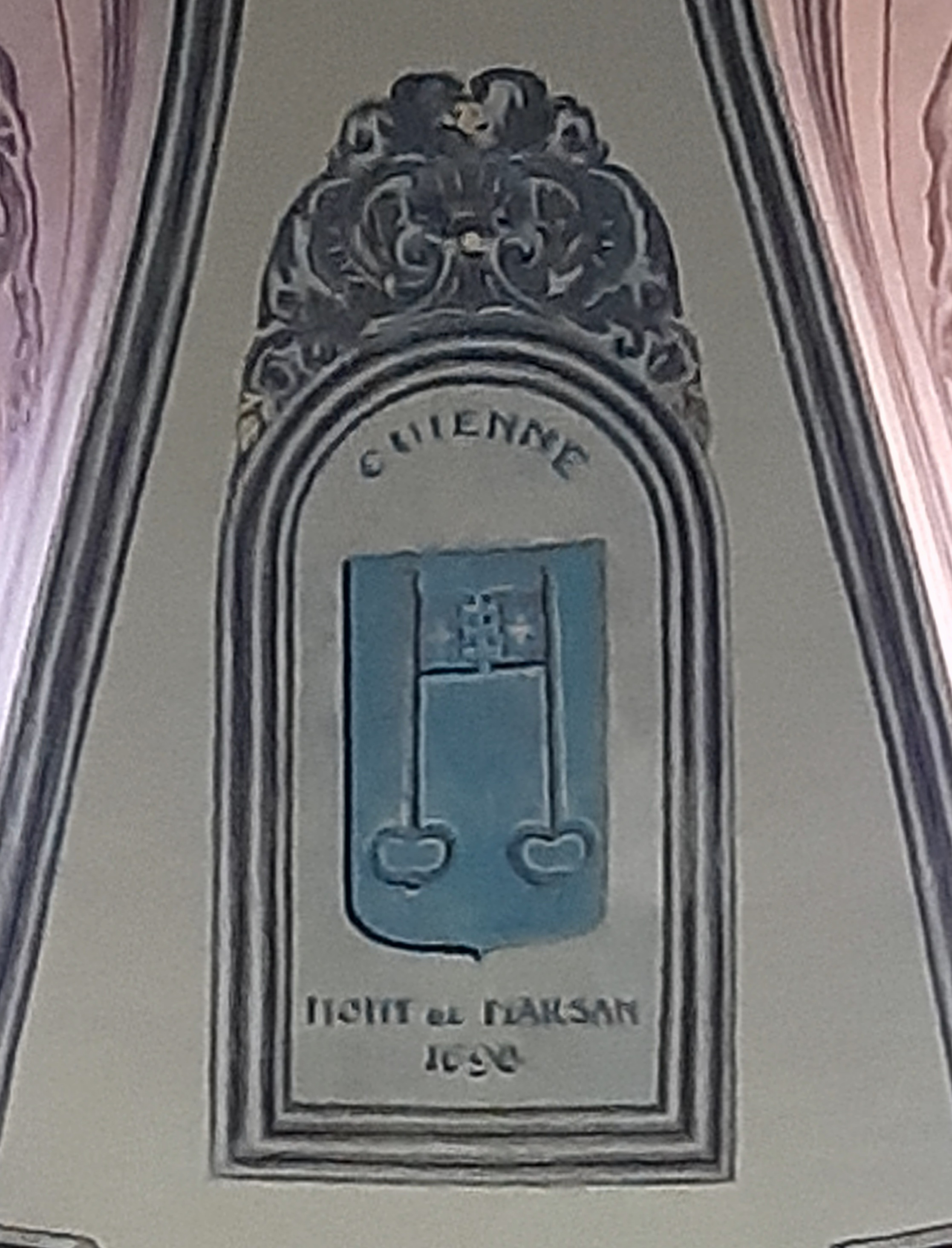
Blason de Mont-de-Marsan

Représentations de Marie-Madeleine

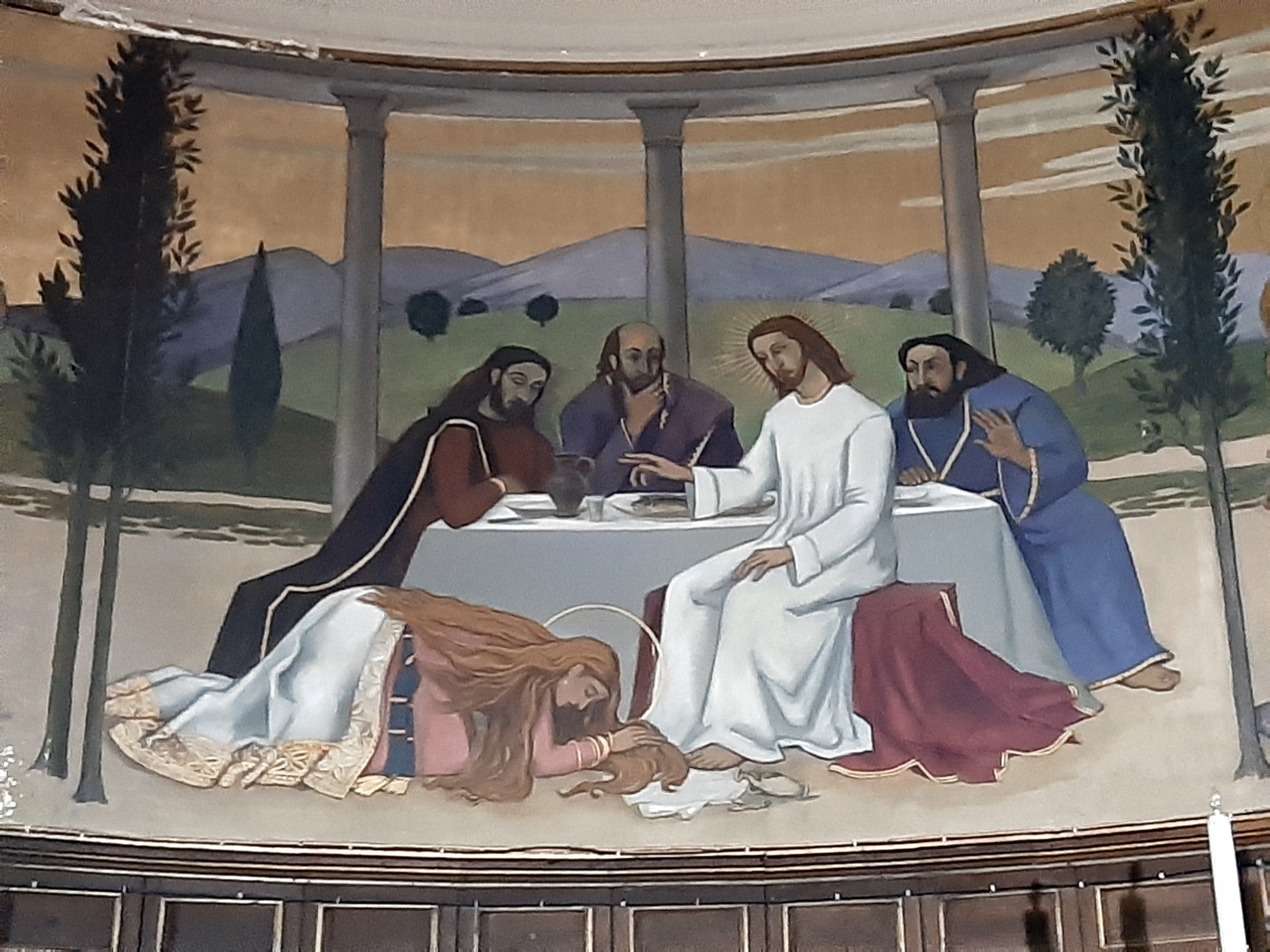
Détail de la fresque du chœur montrant Madeleine essuyant les pieds de Jésus avec ses cheveux après les avoir parfumés
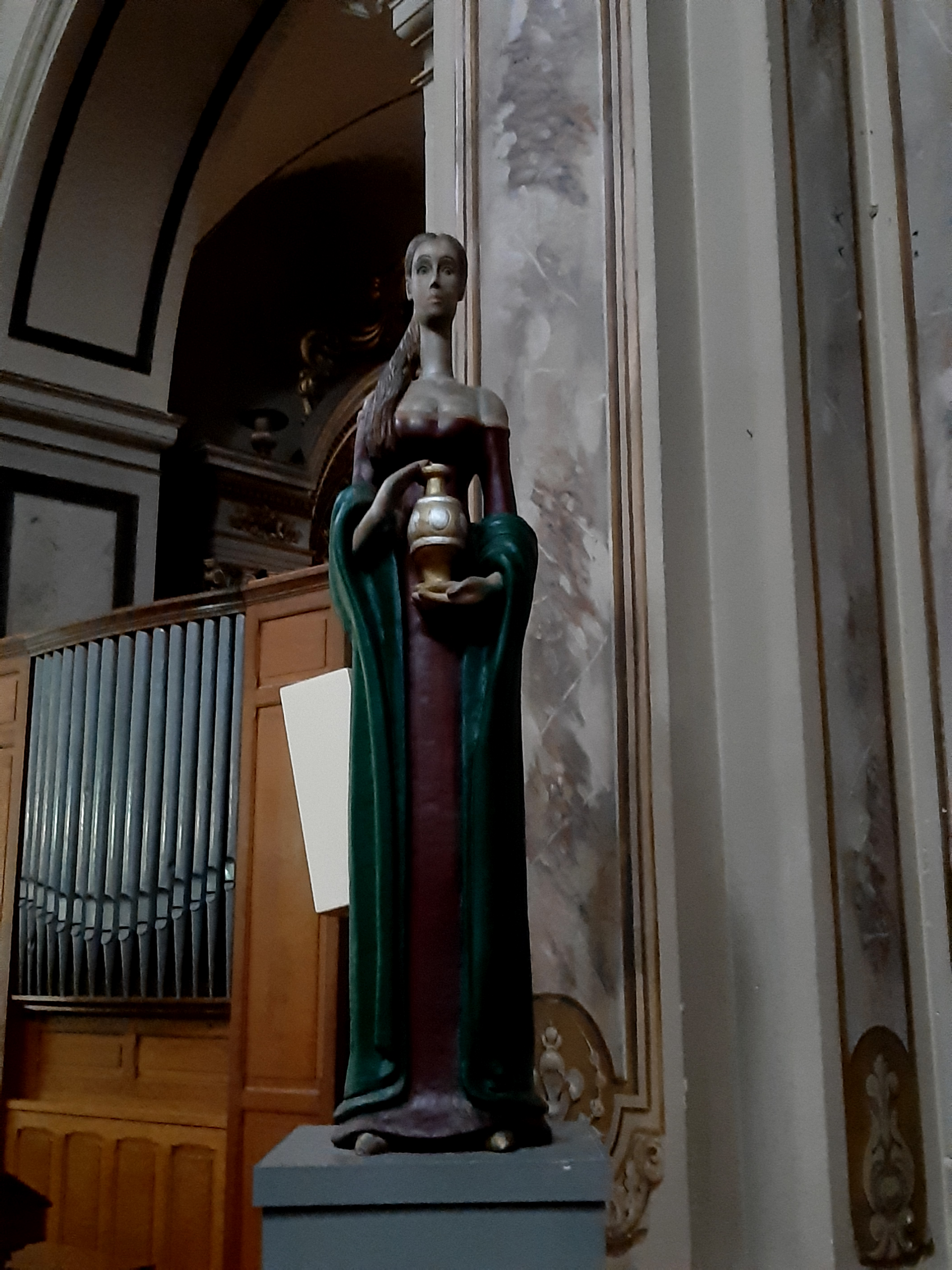
Statue en bois de Jacques Lasserre, sculpteur de Narrosse. Elle a été bénite et déposée le 22 juillet 2012 après avoir présidé pour la première fois les fêtes de la Madeleine en son honneur
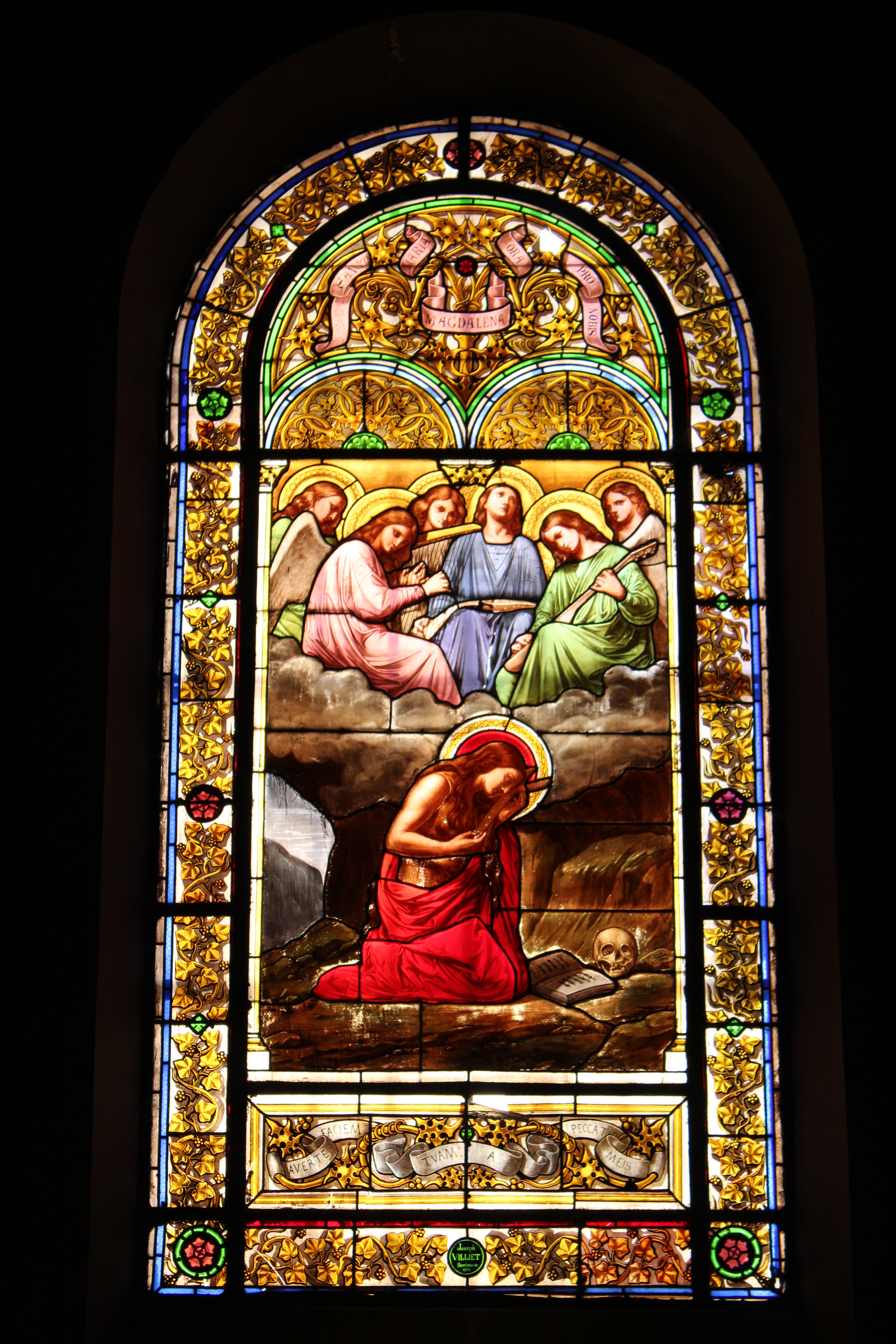
Vitrail

Concert

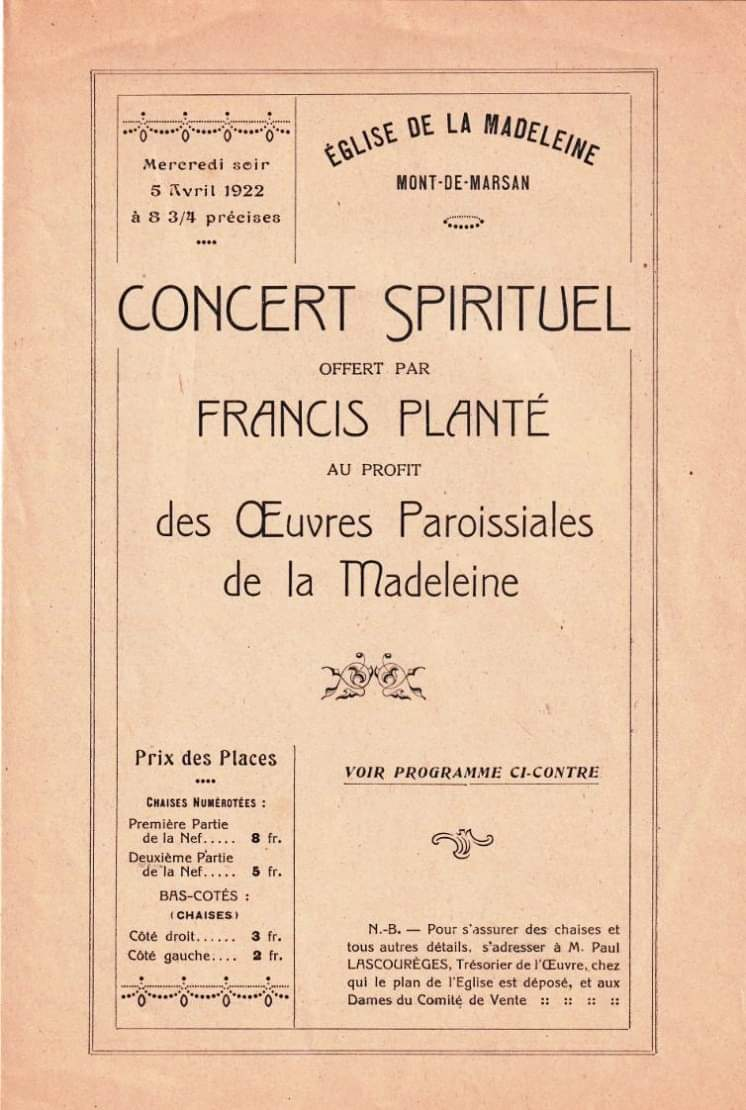
Programme du concert du 5 avril 1922 donné par Francis Planté dans l'église